# Asilus viridis
Asilus viridis is een vliegensoort uit de familie van de roofvliegen (Asilidae). De wetenschappelijke naam van de soort is voor het eerst geldig gepubliceerd in 1785 door Geoffroy in Fourcroy.